# .Gears
DotGears Company Limited (nume comercial: .Gears) este un dezvoltator vietnamez de jocuri video, cu sediul în Hanoi, specializat în jocuri pentru dispozitive mobile. Compania a fost fondată în 2005 de Dong Nguyen, și este cunoscută mai ales pentru jocul Flappy Bird, lansat în 2013, care a devenit popular datorită mecanicilor sale simple, dar al căror grad de dificultate este ridicat. Din decembrie 2015, compania avea șase angajați, inclusiv Nguyen.
După lansarea mai multor jocuri care imitau mecanicile Flappy Bird, .Gears a încheiat un parteneriat cu dezvoltatorul japonez Obokaidem, pe care Nguyen a anunțat că îl va menține ca unic partener „pe termen lung”. În ianuarie 2017, cele două companii au lansat primul lor joc co-dezvoltat, Ninja Spinki Challenges!!, care este foarte diferit de titlurile anterioare, fiind compus din mai multe mini-jocuri. Acesta folosește mecanici diferite față de Flappy Bird, dar este considerat de critici ca fiind la fel de dificil.

## Jocuri dezvoltate
- Ninjas Assault[8]
- Shuriken Block (2013)[8]
- Droplet Shuffle (2013)[8]
- Smashing Kitty[8]
- Flappy Bird (2013)[9]
- Super Ball Juggling[8]
- Flappy Birds Family (2014)[10]
- Swing Copters⁠(d) (2014)[3]
- Swing Copters 2 (2015)[3]
- Fabitalk (2015)
- Ninja Spinki Challenges!! (2017)[6]
- BOOP (2022)